# Seznam evroposlancev iz Estonije
Seznam evroposlancev iz Estonije je krovni seznam.

## Seznami
- seznam evroposlancev iz Estonije (2004-2009)
- seznam evroposlancev iz Estonije (2009-2014)
- poimenski seznam evroposlancev iz Estonije